# سوگیری بازماندگی
سوگیری بقا یا سوگیری دوام‌نگری (انگلیسی: Survivorship bias) نوعی خطای منطقی است که با تمرکز بر روی افراد یا چیزهایی که از یک فرایند گزینش گذر کرده‌اند و نادیده گرفتن مواردی که از آن فرایند گذر نکرده‌اند ولی معمولاً به چشم نمی‌آیند، رخ می‌دهد. این سوگیری می‌تواند منجر به نتیجه‌گیری‌های غلط از چندین روش مختلف شود. در این نوع از سوگیری ذهن فقط نمونه‌های زنده و موفق را در نظر می‌گیرد و در نتیجه در داوری موقعیت خطا می‌کند.

## نمونه‌ها
سوگیری بازماندگی می‌تواند منجر به باورهای بسیار خوش‌بینانه شود چون شکست‌ها نادیده گرفته می‌شوند، مانند زمانی که شرکت‌هایی که دیگر وجود ندارند از تجزیه و تحلیل عملکرد مالی حذف می‌شوند. در زیر نمونه‌هایی از این موارد ذکر شده است.

### نمونه در صنعت نظامی

قسمت‌های آسیب دیده هواپیماهای بازگشتی نشان می‌دهد هواپیماها در کدام نواحی قادر به تحمل تیر هستند و همچنان می‌توانند به خانه بازگردند. هواپیمایی که در سایر نقاط تیر خورده‌اند به آشیانه بازنگشته‌اند)

در طی جنگ جهانی دوم نیروی هوایی آمریکا در تلاش بود علل سقوط هواپیماهای خود پس از حملهٔ ارتش آلمان را بررسی کند. در این تلاش نیروی‌هوایی در صدد بود با مطالعه بر روی هواپیمایی‌هایی که به پایگاه بازگشته‌اند، قسمت‌های گلوله خورده هواپیما را بررسی کرده و سعی بر تقویت این هواپیماها و نقاط ضعف آنها بکند، اما تلاش‌های آنان بدون فایده بود و تغییر محسوسی در میزان هواپیماهای بازگشته ایجاد نمی‌شد. تا اینکه نیروی‌هوایی آمارشناسی به نام «والد» را جهت بررسی موضوع استخدام کردند. والد خاطرنشان کرد که نیروی هوایی فقط هواپیماهایی را که از مأموریتهای خود جان سالم به در برده اند در نظر گرفته است درحالی‌که هواپیماهای سرنگون شده، به‌دلیل عدم دسترسی قابل بررسی و ارزیابی نیستند. والد با در نظر گرفتن سوگیری بقا پیشنهاد کرد به جای مقاوم‌سازی مناطقی از هواپیما که تیر خورده‌اند باید مناطقی که اصلاً تیر نخورده‌اند را مقاوم کرد زیرا نقاطی که هیچ وقت در هواپیماهای برگشته تیر نخورده‌اند احتمالاً همان نقاطی هستند که اگر هواپیما تیر خورده بود قادر به بازگشت نمی‌بود و در حقیقت تیر خوردن به همان نقاط باعث سقوط هواپیما خواهد شد. این در حالی بود که نتیجه تحقیقات ارتش آمریکا اعلام می‌کرد که قسمت‌هایی که تیر خورده‌اند نیاز به تقویت دارند.

### نمونه در موسیقی و هنر
معمولاً تصور می شود که موسیقی دوره‌های قبل بهتر از موسیقی حال حاضر است. این می تواند به این دلیل باشد که اکنون فقط بهترین موسیقی آن دوره پخش می شود، در حالی که موسیقی امروز، خوب و بد، بسیار بیشتر در دسترس است. بنابراین آهنگ‌های ماندگار قدیمی باعث ایجاد سوگیری بقا می شوند. 

### نمونه در تحصیل
با جستجوی عبارت «بنیان‌گذاران موفقی که دانشگاه را رها کرده‌اند»، نام اسامی مدیران موفق دنیا به چشم شما خواهد خورد. افرادی مانند استیو جابز، بیل گیتس، مارک زاکربرگ و ... که همگی نمونه‌هایی از کارآفرینان موفق دنیا هستند که ایده‌ای داشته‌اند و بعد از رها کردن تحصیل در دانشگاه به موفقیت بزرگی رسیدند. اما یک نکته بسیار مهم در این نتیجه گیری لحاظ نشده است و آن وجود هزاران نفری است که با ترک تحصیل و خروج از دانشگاه به چنان موفقیتی دست نیافتند. در حقیقت تحقیقات نشان می‌دهد که ۹۴% مدیران موفق کسب و کارهای آمریکا فارغ التحصیلان دانشگاهی هستند.